# Mount Piddington
Mount Piddington är ett berg i Australien. Det ligger i regionen City of Blue Mountains och delstaten New South Wales, i den sydöstra delen av landet, omkring 93 kilometer väster om delstatshuvudstaden Sydney. Toppen på Mount Piddington är 1 094 meter över havet.
Närmaste större samhälle är Katoomba, omkring 14 kilometer söder om Mount Piddington. 
I omgivningarna runt Mount Piddington växer i huvudsak städsegrön lövskog. Runt Mount Piddington är det ganska tätbefolkat, med 56 invånare per kvadratkilometer. Genomsnittlig årsnederbörd är 1 149 millimeter. Den regnigaste månaden är februari, med i genomsnitt 214 mm nederbörd, och den torraste är juli, med 26 mm nederbörd.